# Sonny Boy (Sonny Rollins)
| Recensione | Giudizio |
| ---------- | -------- |
| AllMusic   |          |

Sonny Boy è un album in studio del sassofonista jazz statunitense Sonny Rollins, pubblicato dalla Prestige Records nel settembre del 1961.
Quattro brani erano già stati pubblicati in precedenza nell'album dello stesso Rollins, Tour de Force, mentre il brano The House I Live In era inedito (sarà pubblicato nella ristampa su CD di Rollins Plays for Bird come traccia bonus).

## Tracce
LP (1961, Prestige Records, PRLP 7207)
Lato A
1. Ee-Ah – 6:53 (musica: Sonny Rollins) – Registrato il 7 dicembre 1956
2. B. Quick – 9:11 (musica: Sonny Rollins) – Registrato il 7 dicembre 1956
3. B. Swift – 5:14 (musica: Sonny Rollins) – Registrato il 7 dicembre 1956

Lato B
1. The House I Live In – 9:21 (testo: Lewis Allan – musica: Earl Robinson) – Registrato il 5 ottobre 1956
2. Sonny Boy – 8:22 (testo: Ray Henderson, Buddy DeSylva, Lew Brown, Al Jolson – musica: Ray Henderson) – Registrato il 7 dicembre 1956

- Durata brani ricavati dalle note del CD pubblicato nel 2006 dalla Original Jazz Classics e Prestige Records (00025218634823)

## Formazione
- Sonny Rollins – sassofono tenore
- Kenny Dorham – tromba (solo nel brano: The House I Live In)
- Kenny Drew – pianoforte (eccetto nel brano: The House I Live In)
- Wade Legge – pianoforte (solo nel brano: The House I Live In)
- George Morrow – contrabbasso
- Max Roach – batteria

### Produzione
- Bob Weinstock – produzione, supervisione
- Registrazioni effettuate al Van Gelder Studio di Hackensack, New Jersey (Stati Uniti) il 5 ottobre e 7 dicembre 1956
- Rudy Van Gelder – ingegnere delle registrazioni
- Joe Goldberg – note retrocopertina album originale [3]